# Zona de estrellas
Zona de estrellas es un programa de televisión de espectáculos y farándula chileno que se transmite desde 2008 por el canal de cable Zona Latina conducido por Mario Velasco, anteriormente por María Jimena Pereyra y Valeria Ortega siendo un programa de entrevistas, el cual traen diferentes invitados de la pantalla chilena cada programa, en donde también piden sus temas favoritos.

## Reparto

### Actuales

#### Presentador
- Mario Velasco (2021-)

#### Panelistas
- Manu González (2021-)
- Hugo Valencia (2021-)
- Adriana Barrientos (2022-)
- Paula Escobar (2022-2023; 2025-)[2]

### Anteriores

#### Presentadoras
- Nataly Chilet (2010-2016)
- María Jimena Pereyra (2016-2018)
- Valeria Ortega (2018-2019)

#### Panelistas
- Faloon Larraguibel (2021)
- José Luis Bibbó (2021)
- Cecilia Gutiérrez (2021-2022)
- Vasco Moulian (2021-2022)[3]
- Mariela Sotomayor (2021-2022)
- Pablo Candia (2021-2024)
- Raquel Argandoña (2022)[4]
- Daniela Aránguiz (2022-2024)[5]
- Claudia Schmidt (2024)[6]
- Daniella Campos (2024-2025)[7]